# Hubert Fraisseix
Hubert Fraisseix (né le 3 novembre 1937 à Saint-Martin-Sainte-Catherine) est un coureur cycliste français, professionnel en 1962 et en 1963.

## Biographie
Hubert Fraisseix est originaire de Saint-Martin-Sainte-Catherine, une petite commune rurale située dans la Creuse. Ses parents sont de modestes agriculteurs. Il commence le cyclisme durant sa jeunesse dans le Limousin, où il se lie d'amitié avec Raymond Poulidor. Dans un premier temps, il s'illustre dans des courses locales. Il devient également vice-champion de France en 1958 chez les indépendants. 
En 1960, il effectue son service militaire sur les côtes algériennes, en pleine guerre d'indépendance. Il revient ensuite en France, où il reprend sa carrière. Bon sprinteur, il se fait remarquer en septembre 1961 en remportant un critérium à Eymoutiers, devant Ab Geldermans et Charly Gaul. Il passe finalement professionnel en 1962 au sein de l'équipe Mercier-BP-Hutchinson, où il retrouve son ami d'enfance Raymond Poulidor,. Pour ses débuts, il s'impose sur deux critériums et termine notamment huitième de Gênes-Nice, une manche du Super Prestige Pernod. L'année suivante, il obtient une victoire et quelques accessits (sixième du Grand Prix d'Antibes, neuvième du Grand Prix de Monaco). Il ne parvient toutefois pas à percer au plus haut niveau, contrairement à Poulidor. Hubert Fraisseix décide alors de redescendre chez les amateurs, où il brille encore durant plusieurs saisons.
Après son retrait du cyclisme professionnel, il crée son entreprise de transport et livraison de colis,.

## Palmarès
- 1958
  - 2e du championnat de France indépendants
  - 3e du championnat du Limousin
- 1962
  - 3e de l'Étoile du Léon
  - 8e de Gênes-Nice
- 1963
  - 2e du Grand Prix de la Trinité
- 1965
  - Prix Albert-Gagnet